# Suzumushi
Meloimorpha japonica
Espèce
Suzumushi (鈴虫), Meloimorpha japonica,  est une espèce de grillon (famille des Gryllidae). Il est particulièrement connu pour son chant.

## Taxonomie

### synonyme
- Homoeogryllus japonicus

### Liste des sous-espèces
Selon Catalogue of Life (3 juil. 2012) :
- sous-espèce Meloimorpha japonica japonica (Haan, 1842)
- sous-espèce Meloimorpha japonica yunnanensis (Yin, Haisheng, 1998)

## Littérature japonaise
Suzumushi est un kigo d'automne utilisé dans les haiku. Suzumushi est aussi le titre du trente-huitième chapitre du Genji monogatari de Murasaki Shikibu.